# Зіновенко Тетяна Миколаївна
Тетяна Миколаївна Зіновенко (нар. 9 липня 1963, Київ) — українська акторка театру, кіно та телебачення, дикторка, акторка та режисерка дубляжу.

## Біографія
Народилась 9 липня 1963 року у Києві. З дитинства мріяла стати актрисою. Її першою роллю була роль Лисички у виставі в дитячому садочку. У школі Тетяна часто була ведучою концертів та святкових вечорів, брала участь у спектаклях, танцювала в ансамблі класичного танцю. Її кумирами були Любов Орлова та Людмила Гурченко (вона хотіла так само поєднуват драматичний, комедійний, вокальний, танцювальний і спортивний таланти). Після школи закінчила два вузи: Київський національний університет театру, кіно і телебачення імені Івана Карпенка-Карого (за фахом «актор драмтеатру та кіно», майстерня Заслуженого артиста України – Бориса Петровича Ставицького) та факультет філології Національного педагогічного університету ім. М. П. Драгоманова.
У 1983 році під час навчання в університеті виконала епізодичну роль вчительки у фільмі відомого українського режисера Володимира Захаровича Довганя «Три гільзи від англійського карабіна». Після закінчення вузу почала працювати дикторкою на радіо «Голос Києва» та ТРК «Україна». Згодом стала режисеркою озвучення телеканалу «СТБ».
Загалом Тетяна Зіновенко знялась у понад 20 фільмах та серіалах, серед яких найбільшу славу їй принесла роль свекрухи Наталі Богданівни у телевізійному ситкомі «Коли ми вдома». Також акторка бере участь у дубляжі та озвученні іноземних фільмів і серіалів українською та російською мовами.

## Сім'я
- Чоловік — Анатолій Зіновенко (нар. 1961); український актор театру, кіно, телебачення та дубляжу.
- Старша донька — Анастасія Зіновенко (нар. 1990); українська акторка кіно та дубляжу.
- Молодша донька — Єлизавета Зіновенко (нар. 1997); українська акторка кіно та дубляжу.

## Фільмографія
- 1983 — Три гільзи від англійського карабіна — вчителька
- 2007 — Повернення Мухтара 4 — Ліза Пижикова
- 2007 — Доярка з Хацапетівки — Ольга Свиридова
- 2007 — Чужі таємниці — епізод
- 2008 — Лід у кавовій гущі — солістка
- 2008 — Рідні люди — тітка Рита
- 2009 — Територія краси — Тамара
- 2010 — Маршрут милосердя — мати Ольги Волошиної

2010 - «Рапунцель. Заплутана Історія» — Зла Відьма 
- 2010 — Сусіди — Віола
- 2013 — Пастка — вдова Белінського
- 2013 — Метелики — продавчиня
- 2013 — Нюхач — медсестра-злодійка
- 2014 — Особиста справа
- 2014 — Таблетка від сліз — Тамара Сергіївна
- 2014 — Коли ми вдома — Наталя Богданівна Місюра
- 2016 — Село на мільйон — Анна
- 2017 — Коли ми вдома. Нова історія — Наталя Богданівна Місюра
- 2018 — Папаньки
- 2019 — Відморожений
- 2019 — Ми більше ніж я
- 2019 — Родина на рік
- 2020 — Три сестри

## Дублювання та озвучення
Тетяна Зіновенко озвучила сотні ролей українською та російською для студій та телеканалів «СТБ», «Так Треба Продакшн», «Le Doyen» та інших.